# Abîme (philosophie)
Pour les articles homonymes, voir Abîme.

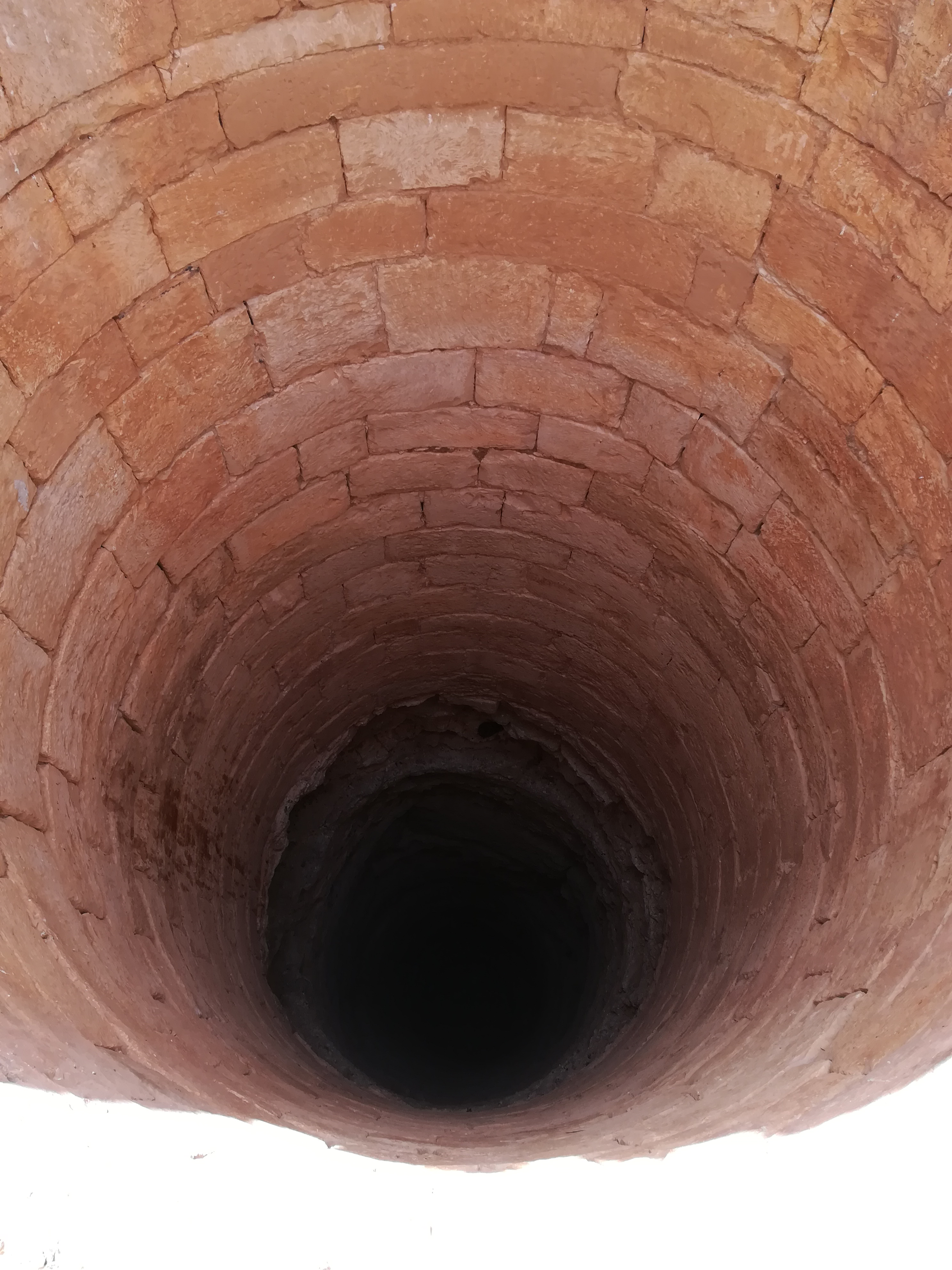
L'image du puits au fond obscur a probablement précédé celle de l'abîme en tant que métaphore du « sans-fond ».

En philosophie, l'abîme est une métaphore employée pour signifier la profondeur sans limite ou la parfaite obscurité d'un principe, d'une origine ou de Dieu, en lien avec les idées de source, de pesanteur, d'antériorité et d'inconditionné. La notion vient du grec « abyssos » (άβυσσος) qui signifie « sans fond », « d'une profondeur immense ». Le terme est repris en latin et devient « abyssus », puis à la forme superlative « abyssimus », d'où en français « abysme » puis « abîme ». Il est d'abord utilisé dans un contexte religieux chrétien où il prend diverses significations, puis, à partir du XVIIe siècle, il finit par désigner le principe suprême dissimulé au plus profond de l'âme humaine et des choses, le fondement premier du monde, le point d'origine qui fonde tout l'univers. Sans aucun fondement lui-même, l'abîme ne peut être pensé que négativement, comme un principe inexplicable situé à la limite du concevable.
Dans la tradition de la mystique spéculative ainsi que dans celle du romantisme philosophique, l'idée d'abîme fait entrevoir l'unité supposée de l'être en identifiant un fond commun à toute chose. Ce fond est à la fois invisible et inintelligible pour l'homme, inaccessible à ses sens comme à son intellect. Versant « obscur » et « souterrain » de la nature aussi bien que de l'esprit, l'abîme est identifié dans ce contexte à l'origine même de l'existence des êtres : à Dieu bien sûr, ou à un autre principe supérieur, parfois décrit comme antérieur au Dieu de la création. Précédent l'existence elle-même, l'abîme s'oppose à celle-ci comme, analogiquement, la pesanteur des eaux s'oppose à la lumière du ciel. C'est de cette profondeur abyssale que les êtres, y compris l'homme, émergeraient et viendraient à la lumière de l'existence.

## L'Abyssusdans le christianisme antique

### Notion biblique

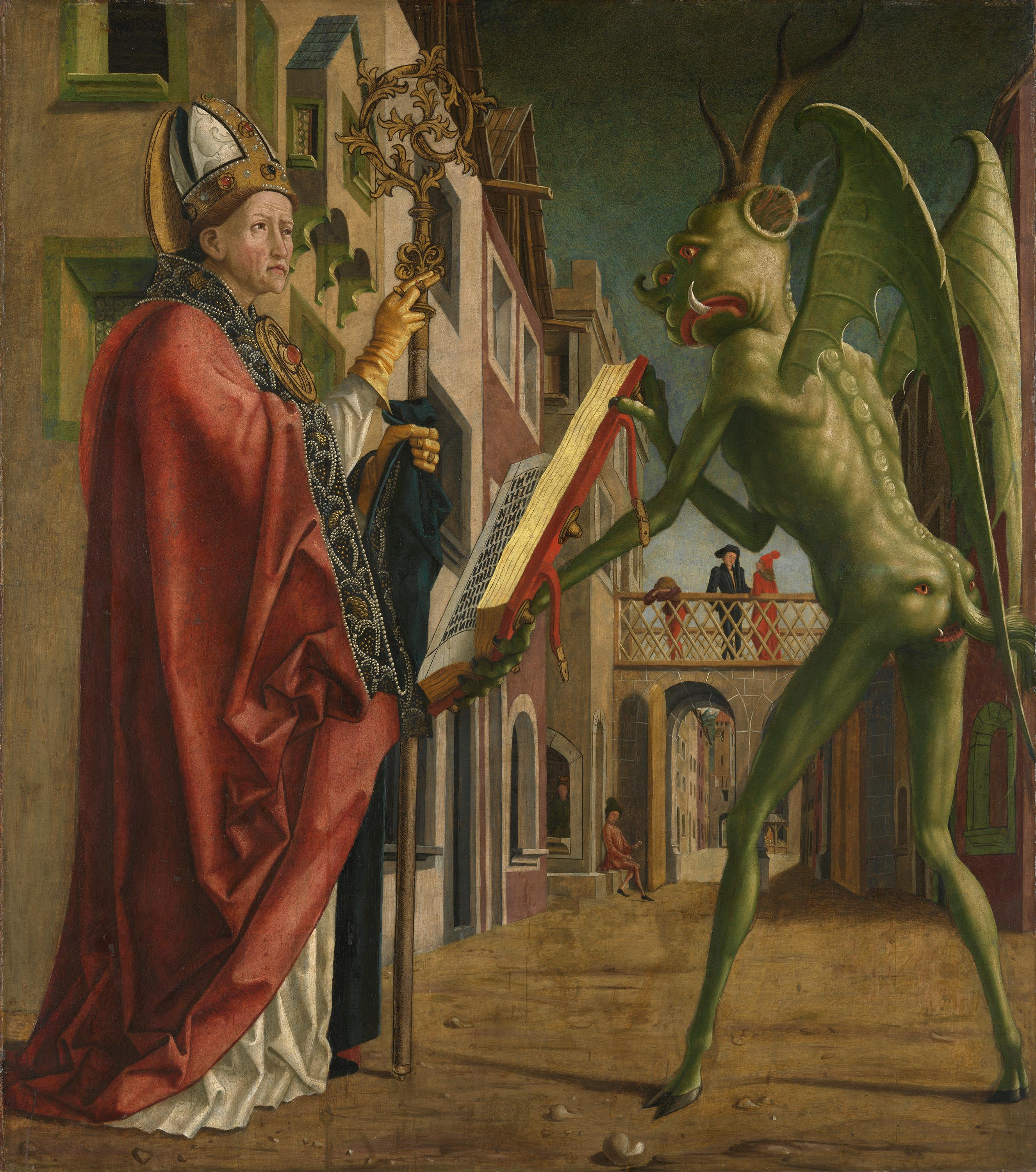
Saint Augustin et le Diable, par Michael Pacher, où le Diable apparaît comme un monstre tentateur d'allure bestiale, personnifiant le mal mais aussi la matière.

La notion d'abîme semble être, dans son usage métaphorique, d'origine biblique. Elle est reprise dans la littérature patristique sous le terme d'Abyssus, terme employé également dans la Vulgate (première version latine de la Bible traduite à partir de l’hébreu). Dans la Vulgate, la notion recouvre au moins trois types de sens :
1. un sens physique, en tant que métaphore ou allégorie de l'immensité de la nature
2. un sens métaphysique, pour signifier l'impénétrabilité des jugements divins et, par extension, de l'essence divine
3. une signification morale, évocatrice des profondeurs infernales

En tant que métaphore de la nature, l'abîme est synonyme de la mer ou des eaux regardées comme une immensité, ou de l'infini du ciel. Cette signification traditionnelle exprime directement l'idée d'une profondeur vertigineuse. Le sens métaphysique, quant à lui, ne se rencontre que rarement dans le texte de la Bible, mais il sera toutefois déterminant dans l'évolution de la notion, d'abord chez les Pères de l'Église, puis au cours du Moyen Âge chez les théologiens et les penseurs mystiques. Quant à l'évocation des profondeurs infernales, elle ne se retrouve que dans le texte de l'Apocalypse de saint Jean, mais son auteur reste constant dans son interprétation, ce qui lui donne une forte consistance, de sorte que l'évocation des profondeurs de l'enfer finira par rester.
Au-delà même de la question de l'équivocité, la notion biblique d'Abyssus reste cependant loin de toute véritable conceptualisation et n'est au stade de la Vulgate qu'une image encore peu travaillée. C'est seulement avec les Pères de l'Église, et en particulier avec saint Augustin et Grégoire de Nysse, qu'elle va se préciser pour devenir une notion centrale de la spéculation métaphysique et mystique du christianisme.

### Augustin d'Hippone
Augustin d'Hippone, devenu saint Augustin après sa canonisation, considéré également comme l'un des Pères de l’Église, est un penseur chrétien de grande envergure qui a développé l'essentiel de son œuvre au début du Ve siècle. Sur le plan théologique et philosophique, il permet au christianisme d'intégrer une partie de l'héritage gréco-romain, en généralisant une lecture allégorique des Écritures liée au néoplatonisme.
Dans son œuvre, Augustin aborde la notion d'abîme d'une façon beaucoup plus spéculative que la Bible. Il lui donne une triple signification, s'appuyant pour chacune de ces significations sur trois citations tirées des Écritures, selon un schéma qui semble trinitaire:
1. au niveau ontologique ou métaphysique, l'abîme est défini comme matière informe (materia informitas)
2. au niveau moral, l'abîme donne l'image de l'âme pécheresse tombant dans la matière
3. au niveau théologique et mystique, l'abîme renvoie à l'ineffabilité de Dieu qui, indicible, ne peut être connu que dans ses effets.

D'une manière générale, l'Abyssus d'Augustin renvoie à une forme de vacuité qui est d'abord celle de la matière, mais l'idée dynamique de chute y est également associée et trouvera une postérité plus grande dans le contexte du christianisme.

#### Définition ontologique

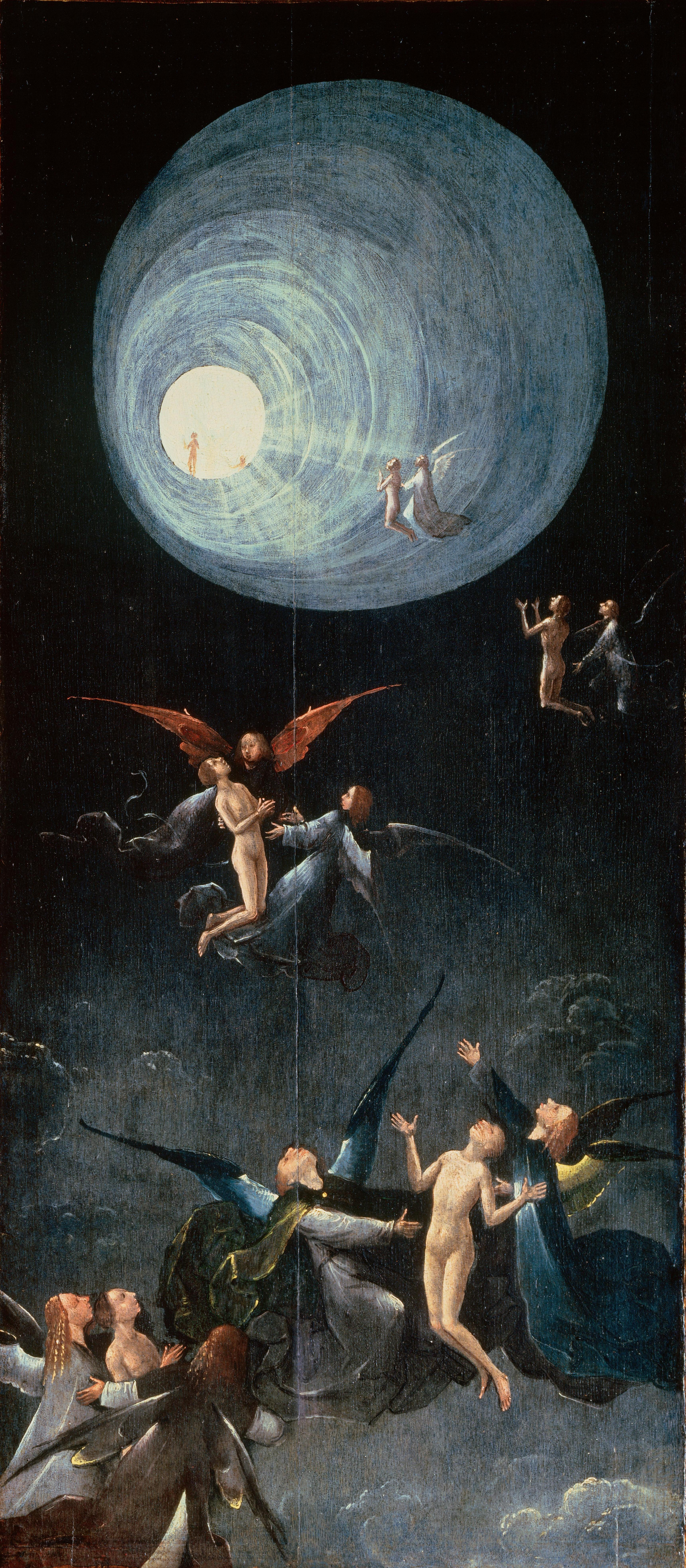
Jérôme Bosch, Visions de l'au-delà. Pour saint Augustin, l'âme humaine s'est coupée de sa source divine après la Chute et sombre désormais dans la matérialité, s'abîmant dans la chair corrompue de la création dont elle n'est libérée qu'après la mort.

Identifié à la matière informe, l'abîme, qui est en lui-même sans lumière et sans fond, traduit le caractère inintelligible de cette dimension dégradée de la réalité. Puisqu'elle est sans forme, indéterminée, les lumières de l'esprit ne peuvent y pénétrer. Augustin définit plus précisément la matière informe non pas comme une substance dépourvue de forme, mais comme la privation même de forme, à l'instar du mal qu'il conçoit comme la privation du bien, car Dieu, créateur de toute chose, ne peut avoir produit, dans son infinie perfection, quoi que ce soit de négatif ou d'informe. Associée à l'image de l'abîme, la matière en tant que telle signifie donc l'absence d'intelligibilité, de même que le mal, associé à l'image des ténèbres, signifie le manque de bien ou de perfection. L'attribut principal de la matière ainsi entendue est son indétermination, tandis que son attribut secondaire est son impénétrabilité, tous deux étant rendus par l'idée de profondeur abyssale.
Parce qu'elle est en elle-même indéterminée, la matière est sans consistance, et elle correspond au plus bas degré de la réalité. Mais elle n'est pas pour autant un non-être, elle n'est pas égale à rien, puisque l'absence de forme n'équivaut pas à une totale absence d'être. Comme l'Abîme, elle est à la fois quelque chose et rien. Aux catégories traditionnelles de l'être et du non-être, et à celles platoniciennes de l'un et du multiple développées dans le Parménide, Augustin ajoute le concept du « presque-rien » (paene nihil ou prope nihil), notion en quelque sorte intermédiaire entre celui de l'être et du néant.
L'idée d'un état intermédiaire ou équivoque entre l'être et le néant est présente dans tout le développement augustinien sur le statut ontologique de la matière, statut qui coïncide avec celui de la création. La création relève de Dieu, donc de l'être, tout en étant différente de Dieu – puisque créée – donc différente de l'être. C'est là encore par le mot d'abysse (Abyssus) qu'Augustin choisit de rendre compte de cet état paradoxal, et c'est précisément dans ce sens équivoque que Maître Eckhart, au XIVe siècle, reprendra le terme pour le traduire ensuite comme Abgrunt.
La métaphore de l'abîme finit ainsi par devenir chez Augustin un véritable concept soutenant une authentique dialectique de l'être et du néant, qui s'exprime dans des formules d'apparence contradictoire : ce presque rien est un « rien qui est quelque chose » (nihil aliquid), un « néant qui est » (est non est), etc.

#### Sens moral et anthropologique
Le premier sens, ontologique, de l'abîme comme matière informe privée de lumière divine, sous-tend sa signification anthropologique et morale. De même que la matière sans forme se définit par défaut comme abîme privé de lumière, de même l'homme, dans sa déficience ontologique propre, est identifié à un abîme, image de sa damnation éternelle qui fait suite à sa chute originelle, au péché qui a rendu sa chair matérielle et mortelle. L'âme humaine est ainsi décrite comme abysse à partir d'une double caractérisation de sa situation :
1. elle partage le sort de tout ce qui diffère de Dieu et de l'être en tant que créature, à savoir la déficience ontologique de la matière
2. elle est tombée dans la matière par le péché et poursuit dans l'abîme un chemin inverse de celui de l'élévation par la grâce divine

L'abîme devient ainsi, dans son expression anthropologique, l'image de l'état de péché. En tant que concept, il permet en outre de relier la définition ontologique de l'homme comme être matériel (naturellement déficient), à sa condition morale d'être pécheur, éloigné de Dieu car s'étant détourné de lui. Par son éloignement de Dieu, l'âme humaine s'est en effet coupée de sa source spirituelle et sombre désormais dans la matérialité, s'abîmant dans la chair corrompue de la création. La notion d'abîme accentue en ce sens l'idée de chute et aggrave le thème de la vacuité de l'âme humaine.

#### Signification théologique
Comme image de l'infinité divine, l'abîme cesse de prendre chez Augustin un sens privatif pour renvoyer au contraire à ce qu'il y a de plus grand ou de plus élevé dans l'ordre de l'être. Cette nouvelle signification, encore peu présente dans l’œuvre d'Augustin, s'inscrit dans la tradition interprétative du Deus absconditus, où Dieu reste caché et ineffable (il est dit en ce sens « abscons »). En effet, les facultés humaines ne sont pas en mesure de scruter l'« insondabilité » de ses jugements, et on ne peut parler de Dieu que par métaphore. C'est justement par une métaphore qu'on identifie l'abîme au « vêtement de Dieu », l'abîme étant la meilleure image pour décrire de façon figurative l'impossibilité d'en saisir le sens profond.

### Grégoire de Nysse

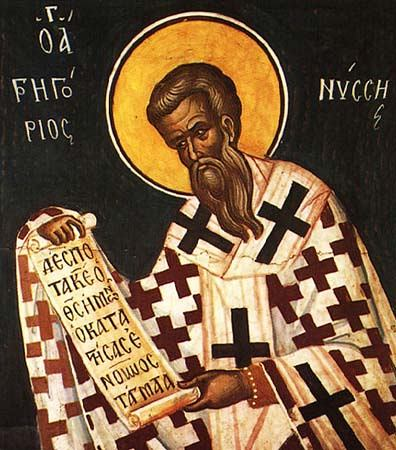
Grégoire de Nysse par Théophane le Grec, sur une fresque de la fin du XIVe siècle.

Grégoire de Nysse est un théologien et mystique chrétien, considéré comme un Père de l’Église au même titre que saint Augustin dont il est le contemporain. C'est en 371 qu'il devient évêque de sa ville de Nysse en Cappadoce (actuelle Turquie). Il poursuit les mêmes réflexions qu'Augustin sur la dimension « abyssale » de l'âme humaine, sans pour autant développer une conception de l'abîme comme matière indéfinie (informitas). Il part d'abord de la réalité de l'expérience de l'abîme pour lui attribuer un référent : le « cœur » humain. L'abîme équivaut pour lui au cœur ou à l'âme de l'homme, et il en décrit à la fois :
- la « fluidité » (fluiditas), car le cœur est instable ontologiquement
- l’« obscurité » (tenebris), car le cœur est ténèbres.

Semblable à l'eau des abysses, l'âme humaine en a l'aspect changeant. Elle est également si ténébreuse et d'une profondeur si impénétrable, du fait de sa dégradation matérielle, qu'elle ne peut même pas se comprendre elle-même. L'« hypocrisie », ces « pensées du cœur » que masquent les conduites sociales, en est le maître-mot. La métaphore de l'eau est ainsi essentiellement morale et négative, évoquant l'instabilité de l'homme, ainsi que sa connexion avec son fond ténébreux, que les apparences sociales dissimulent.
Chez Grégoire comme chez les autres Pères de l’Église, c'est par sa prise de possession de la connaissance – celle du bien et du mal – que l'homme a été entraîné dans la Chute, car cette connaissance le tire du côté terrestre, le rendant charnel, inconstant et donc mortel. Reprenant à son compte l'interprétation classique de la mer (mare) comme métaphore du monde (saeculum), Grégoire voit dans le monde un lieu tout proche de l'enfer, à ses frontières, dans lesquelles les âmes issues du péché originel sont tombées et se retrouvent comme en prison, dans les sables mouvants de la matière.

## L'Abîme des kabbalistes
La Kabbale est une tradition ésotérique du judaïsme qui s'est développée à partir du XIIe siècle et qui a connu un véritable essor en Europe, y compris au sein du christianisme, entre le XVIe siècle et le XVIIIe siècle. Sorte de gnose juive, elle prétend, par la révélation qui y est faîte, donner les réponses aux questions essentielles concernant la nature de Dieu, l'origine et la fin de l'univers, le rôle de l'homme et son devenir. Le théosophe chrétien Jacob Böhme a développé au XVIIe siècle une mystique de l'Abîme (Ungrund) qui a des affinités profondes avec les idées de la Kabbale sur la création du monde.

### Zohar

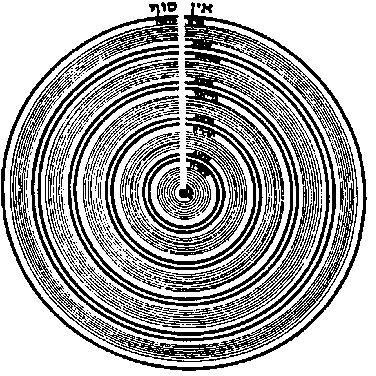
Au centre des cercles de l'émanation réside, d'après le Zohar, l'En Sof, source obscure de la Lumière qui ne se laisse entrevoir que dans les « brèches » de l'existence.

La première œuvre-maîtresse de la Kabbale est le livre du Zohar, attribué au rabbin espagnol Moïse de Léon. C'est sous la forme d'analogies et de descriptions symboliques que ce livre du XIIIe siècle présente la manifestation de Dieu dans sa révélation. La création du monde, c'est-à-dire la sortie de toute chose hors du néant, n'est en effet pour le kabbaliste que la manifestation de tout ce qui se situe en Dieu lui-même. C'est aussi un mouvement volontaire de Dieu, dont le principe est identifié à l'En Sof caché au fond de sa révélation. Ce principe suprême est décrit dans le Zohar comme l'Abîme tapi au fond de toute chose et qui ne devient visible que dans les « brèches » de l'existence. Certains kabbalistes ont développé cette idée, notamment Joseph ben Shalom Ashkenazi (it), au tout début du XIVe siècle. Selon lui, dans chaque transformation de la réalité, dans chaque changement de forme, ou à chaque fois que l'état d'une chose est altéré, l'Abîme se dévoile pendant un instant et se montre de façon subreptice à l'esprit du mystique.
Par ailleurs, dans le Zohar comme dans les écrits hébreux de Moïse de Léon, la transformation du Néant en Être est souvent expliquée par le concept symbolique du « point primordial ». Étant lui-même sans dimension et placé en quelque sorte entre le Néant et l'Être, le point illustre ce que les kabbalistes du XIIIe siècle appellent « l'Origine de l'Être », ou le « Commencement » (Bereshit), qui est aussi le premier mot de la Genèse. Cette image du point est elle-même liée à une autre image plus dynamique, celle de la source qui jaillit de l'Abîme. Le point primordial s'identifie alors souvent à cette source qui provient du Néant et dont on ne peut savoir ce qu'elle est, ni même la voir. Ce tout premier principe, d'essence dynamique, réside non seulement en deçà de tout ce qui peut être vu et connu, mais il précède également la division entre le sujet et l'objet de la conscience, division qui rend possible la connaissance elle-même. Il constitue donc un principe unique, antérieur à la disjonction du sujet et de l'objet qui a eu lieu au cours de la création, et qui ne ressemble ni à l'un ni à l'autre, bien que chacun d'eux ait émergé à sa surface.

### Kabbale lourianique
Au milieu du XVIe siècle, Isaac Louria, un kabbaliste de Palestine, développe une nouvelle doctrine au sein de la tradition juive. Le divin n'y est plus identifié à un lieu ou à un point d'origine, comme dans le Zohar, mais à un processus : le tsimtsoum. Ce processus peut se représenter comme une contraction ou une concentration de l'essence de Dieu, qui ouvre un espace à l'intérieur duquel le cosmos prend place et s'organise. Cet espace comprend le monde entier et tous ses degrés d'existence, tant spirituelle que corporelle. La littérature rabbinique (en particulier midrashique) évoquait déjà l'idée d'une contraction de Dieu. Ainsi, selon Nahmanide, Dieu se contractait en lui-même pour se loger en un point unique, le Saint des saints. Mais Louria est le premier à faire de cette notion un concept cosmologique fondamental. En outre, d'après Gershom Sholem, Louria renverse la signification ancienne du tsimtsoum : « il ne s'agit [plus] de concentration de la puissance de Dieu en un lieu unique mais de son retrait d'un lieu ». Ce Dieu qui se retire – l'En Sof – Louria l'illustre par l'image de l'« océan primitif », à la surface duquel émerge le monde, mais qui est lui-même « abîme ».
C'est en se confrontant à la question de la possibilité de l'existence du monde que Louria invoque d'abord la notion de Tsimtsoum : comment, en effet, peut-il y avoir un monde si Dieu est partout, si sa présence n'est marquée d'aucune limite ? L'infinité de Dieu affirmée par la Bible semble entrer en contradiction avec l'idée d'un monde distinct de son créateur. Pour résoudre cette apparente contradiction, Louria propose une cosmogonie fondée sur la thèse suivante : bien qu'il ait été initialement toute chose, Dieu a dû se retirer en lui-même afin de permettre l'existence de ce qui diffère de lui. Une telle interprétation de l'« éclipse » de Dieu est radicalement nouvelle, et se démarque en particulier de celle de la théologie mystique de tradition chrétienne, pour laquelle Dieu se dissimule, se soustrait à la vue, mais reste omniprésent dans sa création. À rebours de l'interprétation de Dieu comme essence cachée (Deus absconditus), Louria envisage la création divine en lien avec l'absence même de Dieu : c'est en se repliant, en se retirant dans les « profondeurs de son néant », en se laissant littéralement « abîmer », que Dieu laisse le monde exister.

## Abgrunt,UngrundetUrgrund: l'idée allemande du «Sans-fond»

### Premières formulations  médiévales

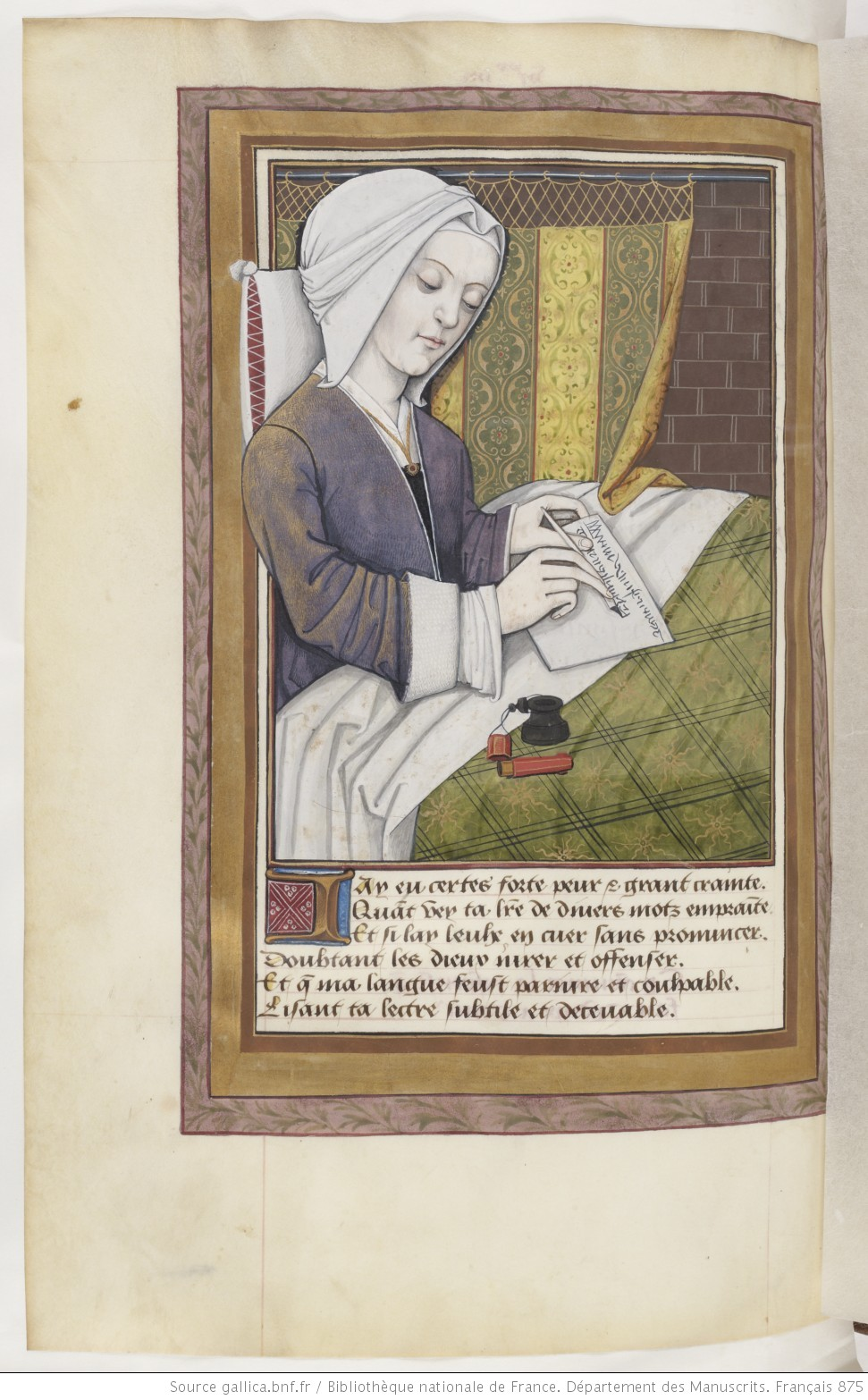
Mathilde de Magdebourg, béguine du XIIIe siècle.

L'idée d'abîme, ou de « sans-fond », apparaît dans les pays de langue allemande à la fin du Moyen Âge sous les termes d'Abgrunt ou d'Ungrunt (voire d'Ungrund). Mais c'est en premier lieu sous la forme d'adjectifs (ungründic, ungrüntlich, grundelos) que le thème des profondeurs commence à se développer au sein de la littérature mystique allemande, à partir des XIIe et XIIIe siècles. On peut les lire notamment chez les mystiques féminines de Rhénanie ou de Flandres, appelées béguines.
La béguine Mathilde de Magdebourg parle ainsi vers 1250 dans La lumière fluente de la divinité de « la Lumière ruisselante de la Déité », puis décrit Dieu comme un cercle dont « la partie la plus basse […] est un bastion sans fond ». Elle concentre alors son langage sur le seul champ lexical de la profondeur, si bien que son essai de définition sonne à la fois comme un oxymore, où lumière jaillissante et profondeur obscure semblent s'opposer, et comme une redondance autour du thème de l'abîme en Dieu. On trouve un discours équivalent chez la béguine  Marguerite Porete, brûlée en 1310 à Paris, alors même que Maître Eckhart y séjourne. Dans Le miroir des âmes simples et anéanties, Marguerite Porete va jusqu'à s'adresser directement à l'abîme qu'elle identifie à la raison de toute chose : « O tres doulce abysme, dit Raison, ou fons sans fons d'entière humilité. »
Le mouvement béguinal et celui du Libre-Esprit, prônant la pauvreté en esprit, influencèrent la mystique rhénane et Maître Eckhart, ce dernier ayant probablement connu l'œuvre de Marguerite Porete. Pour autant, ni Mathilde de Magdebourg ni Marguerite Porete ne thématisent vraiment l’idée d'être sans fond. Toutes deux décrivent une expérience personnelle des profondeurs du divin qu'elles ne théorisent pas. Avec Maître Eckhart, le Sans-fond devient un véritable thème permettant d'approcher l'essence divine.

### Maître Eckhart
Théorisée pour la première fois par Maître Eckhart, dominicain et philosophe mystique allemand du début du XIVe siècle, la voie mystique de l'Abgrunt (abîme) porte à l'extrême la théologie négative. Elle invite la créature à rejoindre Dieu dans son infinité, à retrouver ce qu'elle était elle-même avant toute création. À cette fin, l'âme humaine doit retrouver en elle ce qui est « capable de Dieu », c'est-à-dire son fond originel (Grunt), non séparé de l'être divin et existant avant toute création. Ce n'est que par cette voie intérieure qu'elle peut atteindre son « Un » transpersonnel qui ne fait plus qu'un avec l'Unité divine. Arrivée à ce terme, elle coïncide alors avec Dieu et participe à son infinité. L'infinité de Dieu, appelée « Déité » (Gotheit) par Eckhart, réside au fond de tout être, mais elle est elle-même comme un abîme sans fond d'où émerge tout ce qui existe.
Raison ou principe de toute chose, source unique de la « Lumière », la Déité se présente paradoxalement à l'homme comme un principe irrationnel, comme un abîme obscur aux profondeurs impénétrables. Cette négativité apparente de la Déité n'en constitue pas pour autant une caractérisation ontologique. En elle-même, la Déité est au contraire infinie, sans limite aucune, et, en ce sens, elle reste inaccessible aux lumières de l'esprit, se dérobant à lui chaque fois qu'il tente de la saisir par un concept ou une image. La métaphore de l'abîme n'est donc pas celle de la négation de l'être en Dieu. Au contraire, loin de signifier une quelconque obscurité ou vacuité de Dieu, elle révèle sa parfaite surabondance, au regard de laquelle la créature n'est plus que néant, et son esprit, plus qu'obscurité.

### Jacob Böhme

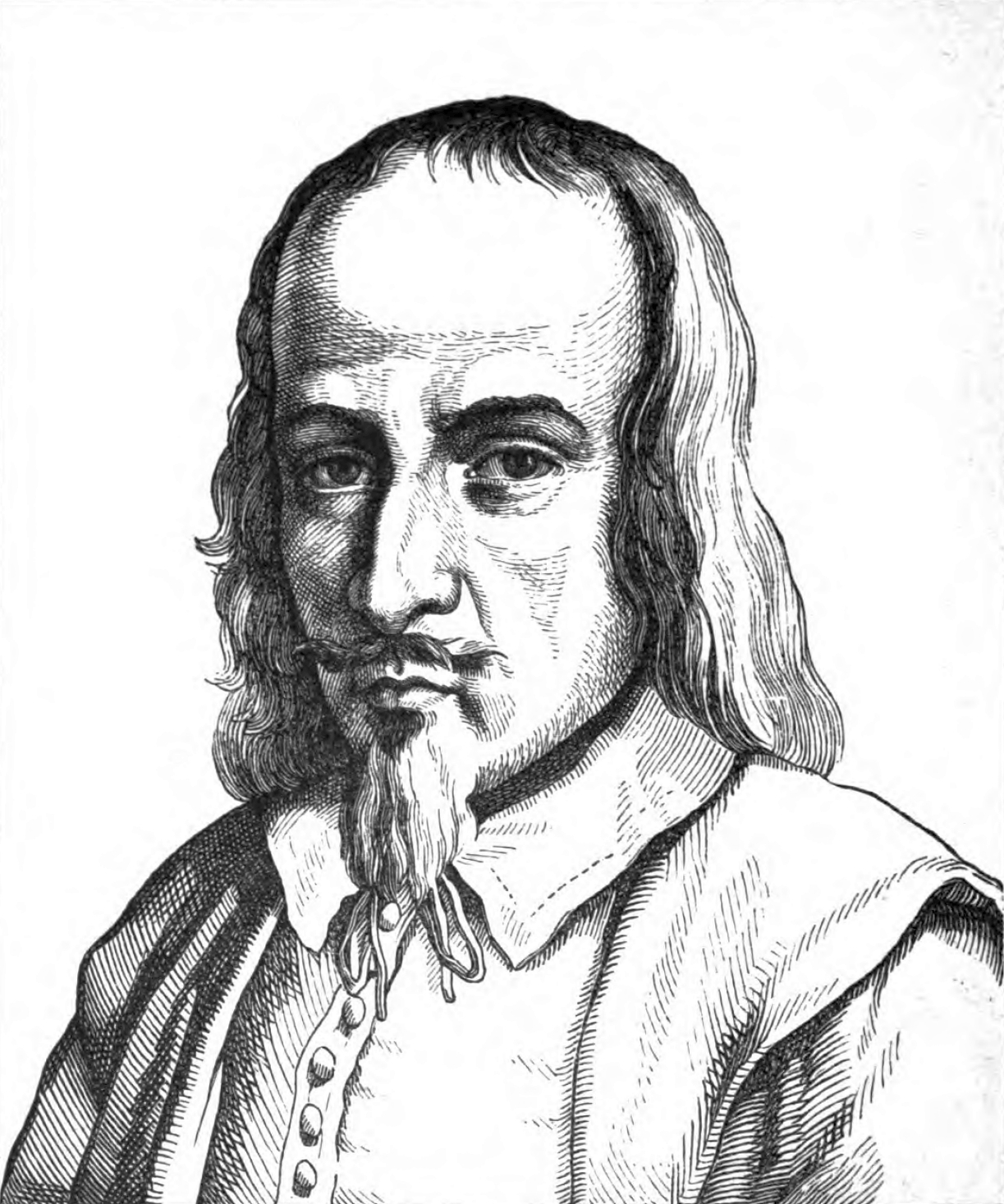
Jacob Böhme, dit le « philosophe teutonique ».

Au tout début du XVIIe siècle, le penseur mystique allemand Jacob Böhme développe une forme moderne de théosophie qui exercera une profonde influence sur la théosophie chrétienne et la philosophie romantique. Sa cosmogonie mystique présente un certain nombre d'analogies avec la Kabbale, et elle semble avoir été influencée par le livre du Zohar ainsi que par les kabbalistes chrétiens de la Renaissance. Elle s'apparente à la théologie négative la plus rigoureuse, puisque l'Abîme (Ungrund) y apparaît comme une pure transcendance, sans rapport avec le monde et au-delà même de Dieu, qu'il précède absolument.

#### Une pensée de l'abîme
D’après le philosophe David König, seule la doctrine de Jacob Böhme peut être considérée comme une authentique pensée de l'abîme. Bien qu'il semblait jusque-là établi que le terme Ungrund (« Sans-Fond ») avait chez Böhme son origine dans les conceptions gnostiques de l'Abyssus, puisqu'il existe des similitudes entre elles et sa propre vision de l’Abîme, Alexandre Koyré a montré le caractère spécifique de l'Ungrund böhmien, entendu non plus comme « fond ténébreux » associé au mal, mais comme « fond-sans-fond », fond  indéterminé à l'origine de tout. En effet, avant que l'Ungrund n'entame son processus d'émergence conduisant à la création du monde, il n'y a pour Böhme aucune entité, d'aucune sorte ; il n'y a donc rien à proprement parler, pas même Dieu.
L'Ungrund, définissable seulement négativement comme « Sans-fond », est en ce sens un principe « insondable » et « incompréhensible ». Il est la transcendance absolue qui se tient « en arrière dans l'éternité », avant Dieu lui-même qui en tire son existence. Il renvoie à la « déité » (Gotheit) dans sa profondeur absolue, hors de toute relation avec la créature :
« Dans l'éternité, ou dans le Sans-fond hors de la nature, il n'y a rien qu'un silence sans être ; il n'y a rien non plus qui donne quelque chose ; c'est un repos éternel, sans similitude, un Sans-fond sans commencement ni fin. Cela n'a pas non plus ni lieu ni but […], ou quoi que ce soit où il y eût une possibilité. »
Parce que le Sans-fond précède tout ce qui existe, y compris Dieu, il est plus fondamental que l'être même. Böhme ne développe donc pas une ontologie, mais, au contraire, une méontologie (en), puisque c'est dans leur rapport au néant abyssal, et non à l'être, que les choses peuvent être saisies dans leur apparition. Il ne développe pas non plus une théologie négative, puisque la déité outrepasse par sa transcendance absolue toute compréhension logique, y compris négative. La meilleure façon d’approcher la notion d’Abîme est alors d’en saisir le processus dialectique paradoxal qui le fait passer du non-être à l’être. Cette forme de dialectique doit permettre d’intégrer la contradiction inévitable dans tout discours sur la transcendance absolue et sur l’origine de l’être.

#### L'unité du Sans-fond
Chez Jacob Böhme, l'Ungrund est synonyme d'Un. Il est « l'Unus, en tant qu'Un éternel ». L' « Un » y est toujours écrit par lui avec une majuscule de majesté qui témoigne de son statut transcendant car, comme dans le néoplatonisme ou la doctrine de Maître Eckhart, l'Un constitue le principe métaphysique originel, le « fondement de toutes choses ». La pensée de l'abîme se formule ainsi dans les termes d'une hénologie, d'une pensée de l'Un.
L'Ungrund de Böhme ne saurait être par conséquent une « divinité » au sens d'un individu ou d'une personne d'essence divine ; il correspond plutôt à une « déité » ou à une transcendance « suressentielle » (au-delà de toute essence) et incompréhensible, comparable à l'Unité divine qui est au-dessus de Dieu chez les néoplatoniciens, ou à la Gottheit (« Déité ») de Maître Eckhart. Il ne peut pas en ce sens être identifié à Dieu lui-même qui, chez Böhme, est le Dieu chrétien, personnel et trinitaire, objet de culte, tandis que l'Un se médite ou est à réfléchir.
L'Un a pour Böhme un caractère paradoxalement négatif. En effet, bien que ce soit lui qui rende la pensée possible, il est lui-même impossible à penser, se soustrayant à toute conceptualisation. En ce sens là déjà, il est équivalent au Non-être ou au Néant, et l'hénologie böhmienne se fait ici apophatique (négative).

#### Le Sans-fond comme Néant primordial

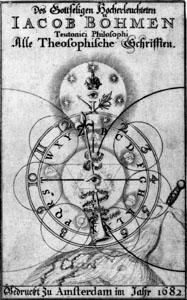
Page de titre d'une publication des écrits de Jacob Böhme, parue en 1682.

La pensée de l'Abîme se présente chez Böhme non pas comme un nihilisme mais comme une pensée apophatique sur l'origine de l'être. Cette origine, que Böhme définit négativement comme ce qui « n'a ni fond, ni commencement, ni lieu », est non pas quelque chose, mais un « Un-Rien », ou, selon la formule d'Alexandre Koyré, « un rien qui est un ». Il s'agit d'une pure indétermination (Un-grund), précédant toute détermination logique ou ontologique. L'être lui-même en est issu. D'après David König, cette indétermination absolue de ce qui constitue l'origine de l'être est de deux sortes :
1. prédicative ou logique, puisqu'il est impossible de dire ou penser quoi que ce soit de l'Ungrund (apophatisme prédicatif)
2. substantielle ou ontologique, puisqu'en soi, l'Ungrund est Néant, substance pure sans détermination, ou absence même de substance (apophatisme ontologique).

En posant ainsi l'identité du Néant et de l'Un dans l'Ungrund, Böhme donne une certaine consistance au Néant, tandis que l'Un lui-même apparaît comme sans-fond ou abîme. En outre, l'origine abyssale de l'être ne peut chez lui se penser comme l'être divin de la théologie négative, être infiniment positif que ne peut saisir, pour cette raison même, l'esprit foncièrement limité de l'homme. Il faut selon Böhme dépasser cet apophatisme prédicatif traditionnel hérité de la théologie négative pour penser un apophatisme ontologique, qui concerne la réalité même du divin, nécessairement négative. Mais cette forme nouvelle d'apophatisme ne peut pour autant constituer une ontologie à proprement parler, puisque son objet est justement ce qui n'est pas encore un être. On parle alors de « méontologie » ou de « néontologie » (ou bien de « néantologie ») pour qualifier cette forme de pensée où le Néant est premier par rapport à l'être dans l'ordre de la réalité, et l'être une simple émanation à partir du Néant primordial, ou une simple manifestation .

#### Le Sans-fond comme volonté pure
Plus encore que par sa conception de l’Un comme Néant, Böhme s’éloigne de la tradition de l'hénologie sur un point fondamental : l’introduction de la volonté dans l'Ungrund (le « Sans-fond »). Il établit en effet l’existence d’une « volonté sans-fond, incompréhensible, sans nature et sans créature […] qui est comme un Rien et pourtant un Tout […] qui se saisit et se trouve en soi-même et qui enfante Dieu de Dieu ». En concevant de la sorte une volonté « abyssale » à l’origine de tout, Böhme ouvre la voie à une théogonie de l’Absolu, où l'existence de Dieu est envisagée comme un processus. Son idée centrale est celle de la manifestation :
« [D]ans le Néant éternel, une éternelle Volonté de conduire le Néant dans le Quelque Chose prend son origine, afin que la Volonté se trouve, se sente et se regarde ; car dans le Néant, la Volonté ne serait pas manifeste. »
« Se trouver, se sentir et se regarder », autrement dit, « se manifester », constitue pour Böhme le motif essentiel du passage entre le Néant primordial et l’être, entre l’indétermination absolue du Sans-fond, et la détermination de Dieu et de sa création. Il décrit en ce sens la volonté de l'Ungrund non pas comme une volonté de quelque chose, ce qui en ferait une volonté déterminée, mais comme une pure volonté, une « faim insatiable » qui se révèle à elle-même à travers la manifestation de Dieu et du monde. Il s’agit là d’une force brute, d’un principe dynamique et vivant qui s’agite et bouillonne dans une sorte de Ténèbre antédiluvienne et qui finit par engendrer le monde. La volonté de l'Ungrund doit être comprise dans cette perspective comme un processus d’autodifférenciation, car elle se manifeste d’abord dans sa propre intériorité, ce qui conduit à une différenciation intérieure de l’Unité primordiale. Elle est en ce sens un mouvement intérieur de l’Un.
Sans mesurer la portée de son innovation conceptuelle, Jacob Böhme invente une hénologie dynamique et ouvre ainsi une nouvelle voie à la philosophie allemande, aussi éloignée de la conception parménidienne de l’être (un et statique) que de la conception aristotélicienne du « premier moteur immobile ». Cette voie sera suivie plus tard par les penseurs romantiques allemands, ainsi que par Hegel avec sa dialectique et son « sens de l'histoire », et la notion d'Ungrund contribuera en Allemagne (dans une moindre mesure en France) à définir un nouveau paradigme philosophique fondé sur un principe irrationnel, insaisissable et obscur : la « Force » (Kraft), la « Volonté » (Wille), l’« Inconscient » (Unbewusste), etc.

### Idéalisme allemand

#### Schelling

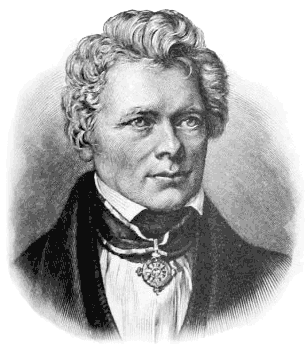
Friedrich Schelling identifie l'Abîme au territoire infini de l'« Inconscient ».

La philosophie de Schelling est au départ une continuation de celle de Fichte, s’élaborant sous l’influence directe de certains penseurs mystico-romantiques allemands et de théosophes tels que Franz von Baader, qui lui fait connaître Jacob Böhme. Elle est une tentative de réconciliation de l'opposition qu'avait introduite Kant entre l'aspect phénoménal du monde et sa réalité nouménale, substituant à cette nouvelle forme de dualisme une ontologie unique où l'esprit est à l'origine aussi bien du pôle objectif que du pôle subjectif de l'expérience.
Schelling reconnaît toutefois que cette unité profonde de la réalité n'apparaît pas dans notre expérience consciente, et que la conscience se trouve toujours confrontée à une apparente mais récalcitrante contradiction entre le monde objectif et la réalité subjective de l’esprit, qui semblent séparés par un gouffre. Ce fossé entre ce qui apparaît à la conscience comme deux types de réalité inconciliables limite considérablement son pouvoir de connaissance. Afin de parvenir à une connaissance absolue, la conscience doit surmonter cette limitation et penser la réalité non plus comme un univers statique, mais comme un « Infini » en devenir, et comme une activité productrice dont l'unité d'origine est devenue au cours du temps une dualité opposant esprit et monde.
Cette dualité, bien que perdurant depuis les premiers âges de l’univers, et destinée à durer jusqu'à la fin des temps, ne constitue elle-même que l’étape intermédiaire entre l’état initial de l’être et son retour à l’unité. Elle renvoie ainsi paradoxalement, dans les deux directions du passé et du futur, à une réalité unique : l'« origine de toute chose », sorte d’élément primordial indifférencié qui s’est divisé au moment même de la Création, mais qui sera restauré dans son unité première au terme du processus historique. La création du monde a été en ce sens d’abord celle de l'espace où cette division a été rendue possible, et c'est par son abolition que l'unité sera retrouvée.
Schelling localise la réalité primordiale, la fondation ultime de tout ce qui existe, dans le territoire inconscient qui précède non seulement la conscience, mais l’esprit lui-même. L’esprit (conscient ou inconscient) constitue le fondement même du monde, son « Fond » (Grund ou Urgrund) ou son essence, ou encore son « âme » : « l'âme du monde ». Mais l’origine ultime de l’être ne peut consister en un fondement ou une essence ; il est nécessairement un abîme, un « Sans-fond » (Ungrund ou Abgrund) plus profond que l’être lui-même qui en provient. Dans cet abîme, la transcendance du monde et l’intériorité de l’esprit coïncident parfaitement, comme sur un point géométrique où plus rien ne peut être distingué ni différencié.
L'« Abîme » schellingien n’est donc pas un être, ni même l’être en tant que tel, mais une origine de l’être purement indéterminée, un principe dont le contenu est négatif et insaisissable, et qui prend chez l’homme la forme de la « liberté » ou de la « folie ».

#### Hegel

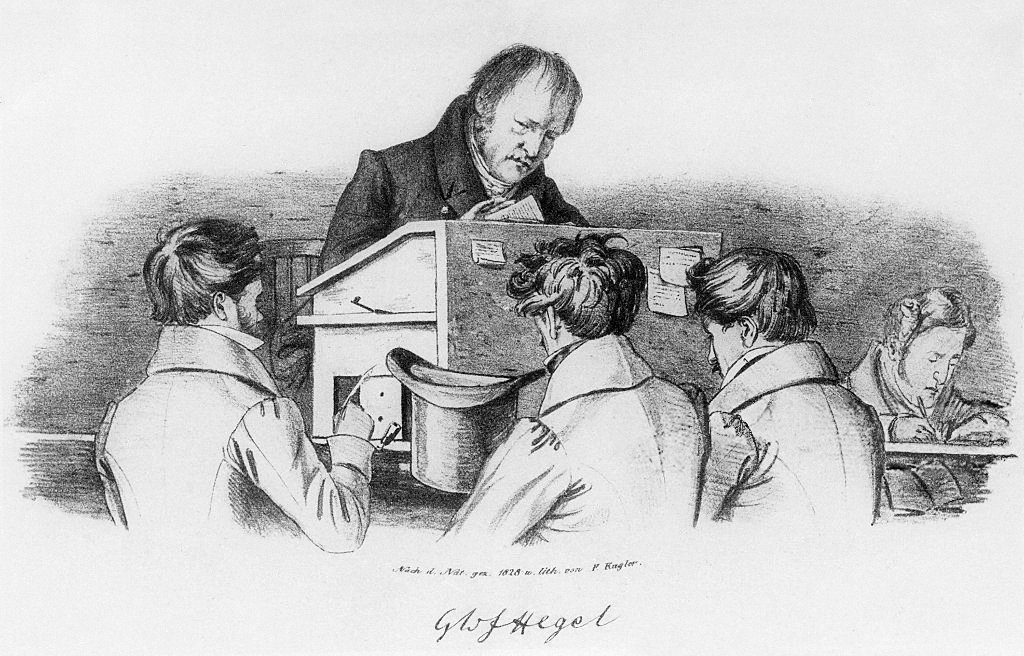
Hegel en 1828, professant sa philosophie à l'université de Berlin.

Par son statut métaphysique, l’abîme joue un rôle déterminant dans la philosophie de l’esprit de Hegel. À partir de son Encyclopédie des sciences, le philosophe allemand décrit les processus inconscients de l'esprit comme un « abîme nocturne ». Cet abîme réside au fond de la conscience ; il constitue une réalité souterraine qui occupe l'espace psychique entre la raison et la passion, la pensée et l'intuition, ainsi qu’entre le « moi » et le monde.
Hegel reprend en grande partie chez Jacob Böhme la notion de principe nocturne de l’esprit, s’appuyant également sur le néoplatonisme de la Renaissance allemande et sur la philosophie de Schelling. Son concept général d’ « Abîme » (Abgrund ou Ungrund) dérive plus particulièrement de la théosophie de Böhme, mode de pensée qui a radicalement renouvelé l'idée chrétienne de transcendance divine en l'identifiant à un ens manifestativum sui (« réalité auto-révélatrice »), à un principe obscur dont l'essence est de se révéler à lui-même. Böhme a également développé une forme primitive de dialectique où les polarités positives et négatives émergent du non-être originel (das Nichts) de la divinité. Cette dialectique, dont Hegel semble s'inspirer, se déploie à travers une histoire décrite comme un processus ordonné d'autorévélation de l'Esprit qui doit conduire à une conscience de soi absolue, thème que l’on retrouvera dans toute l’œuvre du grand philosophe.
Pour Hegel comme pour Böhme, l'Abîme est à l'origine de la manifestation de l'Esprit. À l'instar de l'Esprit de Dieu qui ne peut se manifester sans sortir de sa source originelle, l'esprit de l'homme doit sortir de sa « fontaine inconsciente » pour apparaître comme âme et conscience. Pour ces deux penseurs, l'Abîme est « le premier monde », le monde souterrain d'où naissent le désir et la pensée. Antérieur à la création dont le processus de développement est temporel, il est également éternel, sans commencement ni fin.
Chez Hegel, la signification positive de la « négation » présente dans la notion d'Ungrund est un aspect essentiel de la dialectique. Elle doit permettre de concevoir la façon dont l'Abîme devient automanifestation de l'Esprit, fournissant ainsi une justification du processus par lequel la conscience humaine émerge sur le fond d’une nature inconsciente. L'Abîme hégélien n’est pas seulement une notion métaphysique, il a également une signification anthropologique et psychologique qui renvoie à la structure profonde de l'esprit humain, où s'organisent les motifs obscurs du sentiment et de l'imagination. Cette structure est constituée par les fonctions primordiales de l'esprit (fonctions que l'on dirait aujourd'hui « cognitives »), et qui sont responsables des opérations inconscientes de la pensée. Les capacités supérieures de l'esprit humain, engageant créativité artistique et haut niveau de conscience, y trouvent également leur origine.

### Heidegger

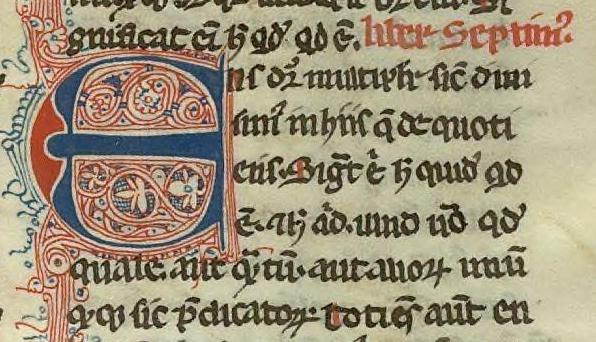
Début du Livre Z de la Métaphysique d'Aristote dans un manuscrit latin du XIVe siècle. Il y est écrit : Ens dicitur multipliciter (« Le mot être se dit en plusieurs sens »).

Selon Martin Heidegger, la tradition métaphysique a constamment recherché, dans sa quête de fondement ultime, un être suprême et idéal auquel tous les autres pourraient être rapportés comme à un principe. Par la visée même de cette recherche, la métaphysique aurait été, de Platon à Nietzsche, incapable de formuler ce que Heidegger appelle la « question fondamentale » (Grundfrage) de la philosophie — celle de l'origine, du fondement ou de la raison de l'être lui-même (Sein). Cet « être lui-même », ou « être en tant qu’être », désigne chez Heidegger la présence en réalisation de ce qui est, la présence même des « choses », des « existants » ou des « étants » (Seienden). L’histoire de la métaphysique réside justement dans l’oubli de la question de leur présence, travestissant cette interrogation en une quête du « pourquoi » des choses, quête de fondement qui perd de vue le « fond » (Grund) proprement dit.
Contre cet oubli, Heidegger propose une voie alternative censée prendre à rebours la tradition. Pour lui, le fond à rechercher ne doit plus être pensé comme un « sol » (Boden), dans une perspective métaphysique, mais comme un « abîme » (Abgrund), autrement dit, comme un « fond-sans-fond », un vide sous-jacent ou un soubassement sans fondations. À la question proprement métaphysique : « pourquoi y a-t-il quelque chose plutôt que rien ? », formulée par Leibniz, Heidegger répond alors d’une manière paradoxale. S’il y a quelque chose plutôt que rien, c’est précisément parce que le « rien », ou le néant, forme le fond qui permet à ce qui est d'occuper le premier plan.
Mais considéré d’une manière positive et directe, l'Abgrund ne peut être interprété ainsi comme une absence : il n’apparaît négativement que du point de vue de la métaphysique, pour laquelle il ne constitue justement pas le type de fondement positif qu’elle a toujours recherché depuis Platon. Il est en effet dans l’essence même de la métaphysique, selon Heidegger, que d’être en quête d’un « étant suprême », d’une entité ou d’un principe censé constituer le fondement stable et identifiable de la « totalité des étants », le soubassement justifiant son existence. Or l'Abgrund est l'être même de ce qui est, sa production inhérente ; comme tel, il ne peut être ni identifié à ce qu’il produit, ni distingué dans un lieu ou domaine à part,.
Acte de fondation ou fondement dynamique de l'existence, l'Abgrund est chez Heidegger la métaphore à la fois négative et positive du caractère fondamental de l'être, renvoyant aussi bien à l’impossibilité qu’il y a à le retenir dans une essence déterminée qu’à ce qui se cache à l’intérieur même de ce qu’il révèle.

## Bespotchvennost,Bezdna,Ungrund: l'idée russe du «Sans-fond»

### Chestov

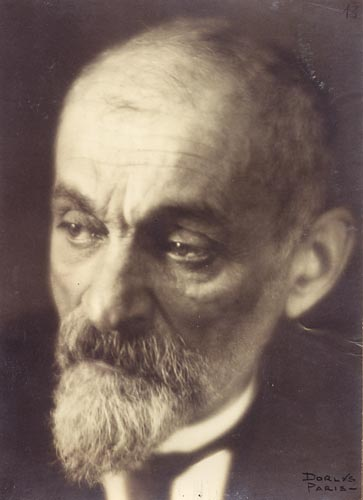
Léon Chestov en 1927.

La notion de Bespotchvennost (беспочвенность), ou « Infondé », littéralement « Sans-fond », « Sans-sol » ou « Sans-fondement » (très proche de la notion allemande d'Ungrund) a d'abord été forgée par le penseur russe Léon Chestov à la toute fin du XIXe siècle pour désigner l'une des tâches assignées à la philosophie, celle de se soustraire  du « sol », du « terrain » (potchva, terme qui signifie aussi « raison », « justification ») sur lequel repose l'ensemble des constructions intellectuelles. Ce dont le philosophe doit se libérer en priorité, c'est de la raison, de la pensée analytique, de la science avec son caractère systématique, de l'attention exclusive portée à l'objectivité au détriment de celle portée à la subjectivité, activités qui constituent ensemble un « schéma de mort » auquel Chestov oppose la pensée vivante et mouvante. Dans L'apothéose du déracinement, ouvrage publié en 1905, la pensée de « l'infondé » va jusqu'à prendre les traits d'un scepticisme radical. Chestov y promeut, dans une perspective antirationaliste, une attitude « qui refuse de se construire une vision du monde », rejette les valeurs communément admises ainsi que les « palais de cristal » auxquels rêvent ceux qui croient au progrès de la raison.
Dans les années 1910, avec son livre Sola fide, Chestov commence à donner une signification religieuse et existentialiste au « Sans-fond », qui n'est plus compris de façon seulement négative dans une perspective antirationaliste. C'est ici la foi dans le Dieu des Écritures qui apparaît comme l'infondé, l'abîme suprême : tout en elle est inexplicable et fantastique, elle ne peut jamais être enfermée en des termes communs à tous et doit se passer de tout « support extérieur », même des lois de l’Écriture, car elles aussi représentent un fondement, un « sol ».  La foi est une incertitude, un abandon de toutes nos évidences, un élan sans regard en arrière vers l’imperceptible : un chemin sans prévision ni garantie qui nous conduit vers Dieu. Absolument dénué de tout sol, paradoxal, est Dieu lui-même, qui dispose à son gré des lois du monde et pour qui tout est possible.
Dans les œuvres suivantes de Chestov, la notion de Bespotchvennost connaît encore de nouveaux développements. L'abîme de Dieu est mis en rapport avec le fait qu'il échappe à toute possibilité d'explication, qu'il existe au-delà de la logique de l'être et du non-être. La découverte de cet Abîme nous révèle que « tout est également possible » dans le monde, lorsque du moins nous nous détournons des lumières de la raison et de la connaissance. Par sa logique et les lois qu'elle établit, la connaissance réduit en effet le champ des possibles et exerce une contrainte sur l'esprit, le privant de sa liberté. Il faut donc se lancer dans l'Abîme, qui est un plongeon dans l'inconnu, dans le mystère. Chestov pousse si loin cette idée qu'il va jusqu'à admettre la possibilité de nier l'existence de Dieu à seule fin d'éveiller l'homme, pour qu'il conçoive toute la « folie » de son existence et la liberté dont il dispose. L'homme, ainsi « éveillé à soi-même », n'a plus besoin d'aucun sol ni d'aucun point d'appui, et peut vivre librement dans l'Abîme.

### Berdiaev
Après Chestov, c'est le philosophe chrétien Nicolas Berdiaev qui utilise la notion d’« infondé » pour désigner dans une perspective existentialiste la liberté de Dieu et de l'homme. Il y voit le « fondement sans fondement de l'être », situé « plus profond que l'être, quel qu'il soit ». L'infondé est le « centre existentiel » résidant au cœur de l'homme. Ce principe n'est pas une essence mais une énergie ou une potentialité absolument indéterminée et insondable.
Berdiaev reprend à Jacob Böhme le terme allemand d'Ungrund pour désigner plus précisément la nature négative, ou « contre-nature », de ce tout premier principe, qui est au fond de tout mais lui-même sans fond. L'Ungrund coïncide chez lui comme chez Böhme avec le Néant primitif, principe « méontologique » (au-delà ou en deçà de l'être) parfaitement indéterminé, comparable non pas à un  fondement sur lequel reposerait le monde, mais à un gouffre sans fond (Bezdna) où plongent les racines de l'être. C'est sur ce fond de néant originel, incréé et privé de toute différenciation, que naît le Dieu créateur, la lumière divine et le monde dans toute sa diversité. L’homme lui-même contient une indétermination originelle prenant sa source dans l'Ungrund.

## La pensée de l'abîme en Chine

### Lao Tseu et le taoïsme
C'est à travers le thème de l'eau que la philosophie chinoise envisage ce qui s'apparente à la notion d'Abîme en occident. Dans le taoïsme en particulier, l'eau est au cœur de tout un réseau métaphorique où l'on retrouve l'idée de profondeur sans fond. La métaphore de l'eau apparaît chez nombre de penseurs chinois dès l'Antiquité, chez Mencius notamment pour qui la tendance naturelle de l'eau à couler vers le bas est une analogie du mouvement vers la bonté. Mais avec le taoïsme, la métaphore de l'eau va jusqu'à s'associer au principe même du monde, le Tao (Dao, 道), dont elle est la figuration par excellence. Comme l'eau, le Tao jaillit d'une source unique et constante tout en se manifestant sous une infinie multiplicité de formes elles-mêmes changeantes. Comme l'eau également, le Tao reflue vers sa source par un mouvement inverse et se retire toujours plus loin de ce qu'il laisse émerger. De par sa nature fluide et son caractère insaisissable, le Tao se situe dans l'infime interstice qui sépare et unit le rien et le quelque chose, l'il-n'y-a-pas (Wu, 無) et l'il-y-a (You, 有), réglant ainsi leur rapport. 
D'après la légende, Lao Tseu, contemporain de Confucius (VIe-Ve siècle avant J.-C.), a ouvert la « voie taoïste » en prenant une direction toute différente de celle prise par ce dernier. Tandis que Confucius promouvait un cheminement vers l'avant, progressif et cumulatif, s'appuyant sur les capacités d'apprentissage de l'homme, la « pratique du Dao » consiste au contraire pour Lao Tseu à cheminer vers l'arrière, à se retirer pour « apprendre à désapprendre », « décroître », réduire vers le « toujours plus simple », jusqu'à atteindre une appréhension immédiate des choses et de la nature . Son œuvre éponyme, le Laozi, ou Tao-te-king, attestée historiquement dès le IIIe siècle avant J.-C., est un ouvrage au contenu poétique où l'auteur, non véritablement identifié, est à la recherche d'une forme de langage apte à signifier quelque chose de l'indicible. La difficulté d'une telle recherche, ainsi que de toute entreprise de compréhension d'un au-delà du sens, est un thème récurrent du Tao-te-king. Elle invite selon lui à suivre une voie négative qui est en même temps une voie mystique, celle du Tao (Dao, la « Voie »).
Dans le Laozi, le Tao est, à l'instar de l'eau qui coule toujours vers le bas, ce en vertu de quoi tout finit par confluer  et refluer. C'est dans ce reflux, ce « retour » (Fan, 反) que se trouve le secret du Tao. En adoptant la voie du Tao, on retourne soi-même vers un état primitif de nature brute : état de faiblesse du nouveau-né pour l'individu, état de nature non agressive pour l'humanité dans son ensemble. En régressant encore, on revient à l'état pur et simple de l'« il-y-a », et en poussant plus loin le retour, on revient à l'« il-n'y-a-pas-encore », ou plus exactement, à ce qui n'est pas encore manifesté : état véritablement originel de fusion et de plénitude totales. Le Laozi, tout comme le Zhuangzi, décrit cet état comme « ce qui va de soi » (Ziran, 自然), comme ce qui se produit dans la pure spontanéité. Toute forme de spiritualité commence dans cette perspective par un « lâcher prise », un renoncement au moi limité et limitatif . C'est là le point de départ d'une sorte d'expérience mystique qui, au lieu de s'efforcer d'aller au-delà de l'expérience vécue et du jugement ordinaire, s'efforce au contraire de revenir en deçà, jusqu'à l'absorption complète de l'il-y-a dans l'il-n'y-a-pas.

### Wang Bi

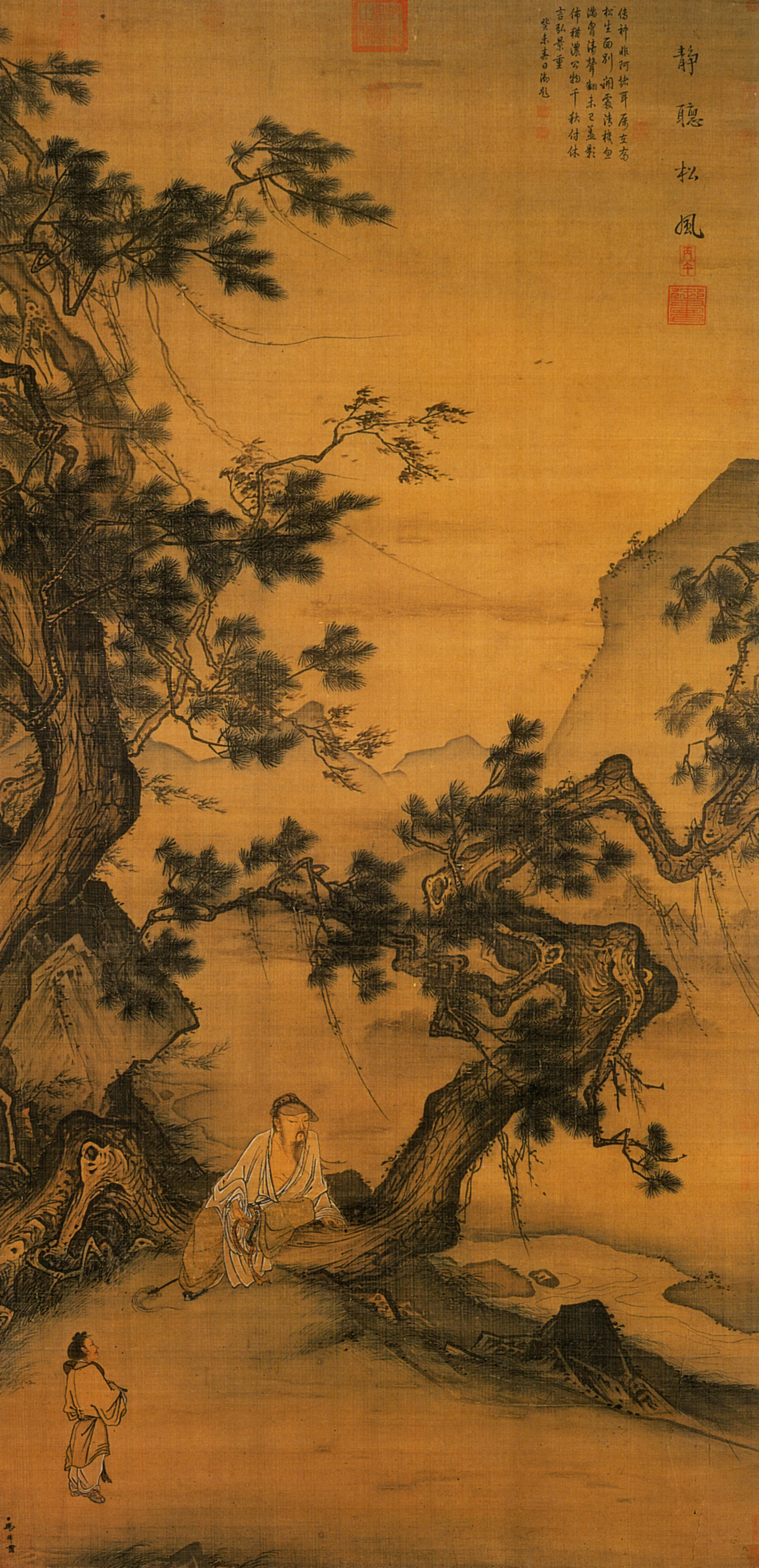
Ma Lin, En écoutant le vent dans les pins. Dans cette peinture sur soie du milieu du XIIIe siècle, le vent symbolise le Dao et les racines plongeant sous la terre, le Wu.

Wang Bi, lettré de la cour du Royaume de Wei, est un éminent représentant de « l'école du mystère » (Xuanxue), courant philosophique néotaoïste appelé également « école de la profondeur ». Il naît et décède prématurément à l'âge de vingt-trois ans, au cours de la tumultueuse Période des Trois Royaumes, au IIIe siècle, après le long règne de la dynastie Han. Dès l'âge de dix ans, il révèle sa précocité intellectuelle en s'immergeant dans l'étude des textes taoïstes du Zhuangzi et du Tao te King. L'idée centrale qui anime sa pensée est celle de l'unité qui sous-tend l'existence : parce que les êtres, dans leur infinie multiplicité, ne peuvent exister par eux-mêmes, ils procèdent nécessairement d'un fonds unique. Wang Bi rompt avec la perception traditionnelle du Yi King (Livre des Mutations) en tant que simple manuel divinatoire ou numérologique, prédominante sous la dynastie Han, pour l'envisager dans sa propre perspective comme une représentation imagée de l'univers pointant vers un principe unique : l'Indifférencié.  
Dans ses commentaires de texte, Wang Bi rejette catégoriquement l'idée d'une multiplicité irréductible qui interdirait toute connexion véritable entre les entités. Il soutient que tous les êtres partagent un « maître », un principe unique : le Wu (無), terme qu'il emprunte au Tao te King de Lao Tseu. En tant que négation du caractère You (有), qui en mandarin signifie « avoir », « y avoir » ou « il y a », le caractère Wu exprime l'idée d'un « il n'y a pas ». Il ne s'agit cependant pas d'une référence au néant ou à une pure absence. Au contraire, à l'opposé d'un concept de négation de l'être, le Wu indique l'absence de déterminations et de finitude. Le Wu n'a en effet aucun contour, aucune limite. Il est la réalité fondamentale indifférenciée qui, loin de constituer une entité distincte du monde, est « ce par quoi » il y a ce qui est. Identifié au Dao en tant que principe d'engendrement, le Wu échappe donc aux catégories ordinaires de l'être et du non-être, transcendant toutes les distinctions conceptuelles.
Au fondement de l'existence se trouve ainsi pour Wang Bi une sorte d'abîme « mystérieux », principe irrationnel tout à la fois négatif et positif, dont les êtres tirent leur origine commune et où ils replongent en disparaissant. Si la métaphore de l'Abîme est généralement associée à d'autres approches taoïstes, notamment à celles qui insistent sur la fluidité du Tao, Wang Bi utilise une image voisine : celle de l'arbre, dont les racines plongent dans les profondeurs de la terre jusqu'à ne plus faire qu'un avec elle, tandis que les branches se déploient vers le ciel et la lumière. La relation dialectique entre le fondement et sa manifestation trouve ainsi une analogie dans celle qui associe la racine souterraine de l'arbre et le déploiement extérieur de ses branches. De ce fait, la figure de l'arbre, récurrente dans la pensée chinoise pour exprimer la différence entre l'essentiel et l'accessoire, symbolise plus spécifiquement chez Wang Bi la dialectique de l'Un et du multiple, de l'origine et de l'engendré, de l'obscur et du manifeste.

## Citations
- « En réalité nous ne savons rien, car la vérité est au fond de l'abîme », Démocrite d'Abdère[72].
- « Dieu a fait toutes choses du Néant, et Il est lui-même ce Néant », Jacob Böhme[73].
- « Le coeur humain est un abîme inconnu à lui-même ; celui qui l'a fait en pénètre seul le fond », Christine de Suède[74].
- « Dieu est une sorte de rien abyssal, et pourtant la vérité ne s'abîme pas dans cet abîme, ni ne s'écroule dans ce précipice », Vladimir Jankélévitch[75].
- « Plus haut que le faîte suprême de l'univers sans avoir de hauteur, il descend plus bas que les six bornes du monde sans avoir de profondeur. Né avant l'univers, il n'a pas de durée ; plus âgé que la plus haute Antiquité, il ne connaît pas la vieillesse. », Tchouang-tseu[76].